# Kjetil André Aamodt
Kjetil André Aamodt (Oslo, 2 september 1971) is een Noorse voormalige alpineskiër. Hij won op alle onderdelen van het alpineskiën een olympische medaille: zowel op de afdaling, de super-G, de reuzenslalom, de slalom als de combinatie - acht in totaal, meer dan elke andere alpineskiër. Hij werd ook vijfmaal wereldkampioen en won eenmaal de wereldbeker alpineskiën.

## Carrière

### Op zijn 20e meteen olympisch kampioen
Aamodt maakte zijn wereldbekerdebuut op 23 november 1989 in de reuzenslalom van Park City. Drie maanden voor de Olympische Winterspelen 1992 werd hij in het ziekenhuis opgenomen met mononucleosis. Hij verloor 11 kg gewicht, maar twee maanden later begon hij weer te trainen en zo nam Aamodt een eerste keer deel aan de Olympische Winterspelen. In Albertville behaalde Aamodt meteen de olympische titel op de Super G. Op de reuzenslalom behaalde hij nog de bronzen medaille. Op 15 maart 1992 behaalde Aamodt zijn eerste overwinning in een wereldbekerwedstrijd dankzij winst in de Super G in Aspen. Op de Wereldkampioenschappen alpineskiën 1993 in Morioka behaalde Aamodt de wereldtitel op de slalom en de reuzenslalom.

### 1994: eindwinnaar van de wereldbeker en drie olympische medaille
Aamodt nam deel aan de Olympische winterspelen in 1994 in het Noorse Lillehammer. Opnieuw behaalde Aamodt eremetaal, al bleef een olympische titel dit keer uit. In de combinatie behaalde hij zilver, achter zijn landgenoot Lasse Kjus. Ook in de afdaling moest Aamodt tevreden zijn met zilver, al strandde hij slechts op 4 honderdsten van olympisch kampioen Tommy Moe. Op de Super G behaalde hij de bronzen medaille. Tijdens de wereldbeker alpineskiën 1993/1994 was Aamodt de beste in de algemene eindstand, meteen ook de enige maal in zijn carrière dat hij de algemene wereldbeker kon winnen. Hij won ook het eindklassement in de wereldbeker op de combinatie.

### 1995-2001
In 1997 behaalde Aamodt een derde wereldtitel. Dit keer was hij de beste in de combinatie. Op diezelfde combinatie was Aamodt ook opnieuw de beste in het eindklassement van de wereldbeker. Tijdens de WK van 1999 en 2001 kon Aamodt zijn wereldtitel op de combinatie verlengen.

### Nog driemaal olympisch goud en zo all-time recordhouder
Op de Olympische Winterspelen 2002 in Salt Lake City behaalde Aamodt twee olympische titels dankzij winst in de combinatie en de Super G. Ook op de Olympische Winterspelen 2006 in Turijn was hij de beste in de combinatie. Met in totaal acht olympische medailles is hij anno 2017 nog steeds de meest succesvolle alpineskiër op de Olympische Winterspelen.
Op 6 januari 2007 zette Aamodt een punt achter zijn loopbaan. In totaal was Aamodt goed voor maar liefst 231 top 10-klasseringen in een wereldbekerwedstrijd. Hiermee is hij nog steeds all-time recordhouder voor Benjamin Raich. Aamodt won ook een wereldbekerwedstrijd in de 5 verschillende disciplines, een prestatie waar die nog maar 4 andere alpineskiërs konden bereiken.
Hij is gehuwd met Stine Ostvold, een voormalig balletdanseres en Scandinavisch kampioene ritmische gymnastiek. Met haar kreeg hij een dochter.

## Resultaten

### Wereldkampioenschappen
| Jaar | Plaats                 | Resultaten                                                            |
| ---- | ---------------------- | --------------------------------------------------------------------- |
| 1991 | Saalbach-Hinterglemm   | Super G · 12e Slalom                                                  |
| 1993 | Morioka                | Slalom · Reuzenslalom · Combinatie                                    |
| 1996 | Sierra Nevada          | Super G · 6e Combinatie · 8e Slalom · 11e Reuzenslalom · 27e Afdaling |
| 1997 | Sestriere              | Combinatie · 6e Reuzenslalom · 8e Super G · 9e Afdaling · DNF2 Slalom |
| 1999 | Vail-Beaver Creek      | Combinatie · Afdaling · 7e Slalom · 9e Super G · DNF2 Reuzenslalom    |
| 2001 | Sankt Anton am Arlberg | Combinatie · Reuzenslalom · 7e Slalom · 18e Super G · DNS Afdaling    |
| 2003 | Sankt Moritz           | Afdaling · Combinatie · 5e Super G · 9e Slalom · 24e Reuzenslalom     |
| 2005 | Bormio                 | 14e Slalom 22e Super G 23e Afdaling DSQ Combinatie                    |

### Olympische Spelen
| Jaar | Plaats         | Resultaten                                                       |
| ---- | -------------- | ---------------------------------------------------------------- |
| 1992 | Albertville    | Super G · Reuzenslalom · 26e Afdaling · DNF2 Slalom              |
| 1994 | Lillehammer    | Combinatie · Afdaling · Super G · 12e Reuzenslalom · DNF Slalom  |
| 1998 | Nagano         | 5e Super G 13e Afdaling DNF1 Reuzenslalom DNF3 Combinatie        |
| 2002 | Salt Lake City | Super G · Combinatie · 4e Afdaling · 6e Slalom · 7e Reuzenslalom |
| 2006 | Turijn         | Super G · 4e Afdaling · DNS Combinatie                           |

### Wereldbeker
Eindklasseringen
| Seizoen   | Algm   | AD   | SL     | RS   | SG  | SC     |
| --------- | ------ | ---- | ------ | ---- | --- | ------ |
| 1989/1990 | 39e    | -    | 14e    | 19e  | -   | -      |
| 1990/1991 | 17e    | 20e  | 10e    | 8e   | -   | -      |
| 1991/1992 | 13e    | 26e  | 11e    | 5e   | -   | 17e    |
| 1992/1993 | Zilver | 5e   | Goud   | Goud | 28e | Brons  |
| 1993/1994 | Goud   | 9e   | Zilver | 4e   | 10e | Goud   |
| 1994/1995 | 5e     | 14e  | 4e     | 19e  | 13e | 4e     |
| 1995/1996 | 10e    | 18e  | 14e    | 8e   | 44e | 7e     |
| 1996/1997 | Zilver | 6e   | Zilver | 12e  | 24e | Goud   |
| 1997/1998 | 4e     | 13e  | 9e     | 21e  | 12e | Zilver |
| 1998/1999 | Zilver | 4e   | 4e     | 9e   | 5e  | Goud   |
| 1999/2000 | Zilver | Goud | 9e     | 13e  | 13e | Goud   |
| 2000/2001 | 7e     | 7e   | 16e    | 10e  | 36e | Brons  |
| 2001/2002 | Zilver | 9e   | 16e    | 6e   | 6e  | Goud   |
| 2002/2003 | Brons  | 23e  | 14e    | 4e   | 7e  | Zilver |
| 2003/2004 | -      | -    | -      | -    | -   | -      |
| 2004/2005 | 26e    | -    | 40e    | 14e  | 28e | -      |
| 2005/2006 | 8e     | -    | -      | 5e   | 6e  | 5e     |

Wereldbekerzeges (21)
| Datum            | Plaats              | Onderdeel    |
| ---------------- | ------------------- | ------------ |
| 16 maart 1992    | Aspen               | Super G      |
| 28 november 1992 | Sestriere           | Reuzenslalom |
| 7 maart 1993     | Aspen               | Super G      |
| 21 maart 1993    | Kvitfjell           | Super G      |
| 23 maart 1993    | Oppdal              | Reuzenslalom |
| 26 maart 1993    | Åre                 | Super G      |
| 27 maart 1993    | Åre                 | Reuzenslalom |
| 11 januari 1994  | Hinterstoder        | Reuzenslalom |
| 29 januari 1994  | Chamonix-Mont-Blanc | Afdaling     |
| 30 januari 1994  | Chamonix            | Combinatie   |
| 19 maart 1994    | Vail                | Reuzenslalom |
| 7 maart 1996     | Kvitfjell           | Super G      |
| 14 januari 1997  | Adelboden           | Reuzenslalom |
| 25 januari 1998  | Kitzbühel           | Combinatie   |
| 24 januari 1999  | Kitzbühel           | Combinatie   |
| 9 januari 2000   | Chamonix            | Combinatie   |
| 16 januari 2000  | Wengen              | Slalom       |
| 23 januari 2000  | Kitzbühel           | Combinatie   |
| 13 januari 2002  | Wengen              | Combinatie   |
| 20 januari 2002  | Kitzbühel           | Combinatie   |
| 19 januari 2003  | Wengen              | Combinatie   |

1988: Franck Piccard ·
1992: Kjetil André Aamodt ·
1994: Markus Wasmeier ·
1998: Hermann Maier ·
2002: Kjetil André Aamodt ·
2006: Kjetil André Aamodt ·
2010: Aksel Lund Svindal ·
2014: Kjetil Jansrud ·
2018: Matthias Mayer ·
2022: Matthias Mayer
1936: Franz Pfnür ·
1948: Henri Oreiller ·
1988: Hubert Strolz ·
1992: Josef Polig ·
1994: Lasse Kjus ·
1998: Mario Reiter ·
2002: Kjetil André Aamodt ·
2006: Ted Ligety ·
2010: Bode Miller ·
2014: Sandro Viletta ·
2018: Marcel Hirscher ·
2022: Johannes Strolz
- Bibsys: 5084564
- International Standard Name Identifier: 0000 0003 8476 9599
- Library of Congress Control Number: n2008065473
- Système universitaire de documentation: 166628956
- Virtual International Authority File: 277849324
- WorldCat: E39PBJB8tRHKDr96kpB36vpVmd